# ماونت ویلسن، نیو ساوت ولز
ماونت ویلسن (به انگلیسی: Mount Wilson) یک حومه شهر در استرالیا است که در نیو ساوت ولز واقع شده‌است.